# Ginger Baker
Pour les articles homonymes, voir Baker.
Peter Edward Baker, dit Ginger Baker, né le 19 août 1939 à Lewisham (South London) et mort le 6 octobre 2019 à Canterbury (Kent), est un batteur britannique, célèbre pour avoir été membre du power trio Cream de 1966 à 1968 avec Jack Bruce et Eric Clapton.
Il se classe à la troisième place du classement des cent meilleurs batteurs de tous les temps du magazine Rolling Stone.

## Biographie
Né à Londres en 1939, Ginger Baker devient orphelin à quatre ans, son père étant mort pendant la Seconde Guerre mondiale.
Il a été surnommé « Ginger » (« rouquin ») pour la couleur de ses cheveux roux flamboyants.

### Carrière
À ses débuts, Baker joue dans le groupe Blues Incorporated d'Alexis Korner, qui accueille de nombreux musiciens de passage, dont Cyril Davies, Charlie Watts, Mick Jagger et Jack Bruce. En 1962, il remplace Charlie Watts, parti rejoindre les Rolling Stones. Il quitte le groupe de Korner et, en compagnie de Jack Bruce, rejoint les différentes formations de Graham Bond jusqu'en 1966. Puis devenu le leader de ce groupe, il expulse Jack Bruce avec qui il ne s'entend pas, mais quitte finalement lui-même le groupe un peu plus tard.

#### Cream
En 1966, Ginger Baker propose au guitariste Eric Clapton de monter un groupe, mais ce dernier "accepte à l’unique condition que le bassiste de la formation soit le meilleur, Jack Bruce". Baker accepte et ils créent Cream. Le groupe ne tiendra que deux ans et quatre disques.
En 1969, Ginger Baker joue au sein du supergroupe Blind Faith avec Clapton, Steve Winwood et Ric Grech. Au début des années 1970, il tourne et enregistre avec le groupe de jazz-rock : Ginger Baker's Air Force. 
Sa rencontre avec Fela Kuti donne naissance, en 1971, au disque Fela With Ginger Baker Live!. Il enregistre Stratavarious en 1972 aux côtés de Bobby Gass sous le pseudonyme de Bobby Tench. 
Il vit dans le borough londonien de Harrow de 1970 à 1976. En 1976, il traverse le Sahara avec Keith Gerrard. Ce voyage de quatre jours a été le plan du premier Paris Dakar en 1978.
En 1974, il forme le Baker Gurvitz Army, qui enregistre trois albums et se sépare en 1976.
En 1980, Baker rejoint les Hawkwind pour un album et une tournée. En 1985, il enregistre avec Public Image Ltd de John Lydon pour l'album Album. À partir de 1986, Ginger Baker sort plusieurs albums de jazz fusion et tourne avec des groupes de styles variés (jazz, musique classique, rock) et reforme Cream avec ses anciens associés le temps de quelques concerts au Royal Albert Hall de Londres en 2005.
En 2012 sort le documentaire Beware of Mr. Baker sur la vie de Ginger Baker, réalisé par Jay Bulger.

### Santé et mort
Connu pour sa consommation frénétique d'héroïne et son caractère explosif, Baker qui vit en Afrique du Sud, annonce, en février 2013, souffrir d'une maladie pulmonaire obstructive chronique, causée par des années de tabagisme, et de douleurs dorsales chroniques provoquées par l'arthrose.
En mars 2016, il annonce qu'il lui est maintenant fortement déconseillé de donner de nouveaux concerts, à cause de problèmes cardiaques, et, en juin 2016, il subit une opération à cœur ouvert.
Il meurt le 6 octobre 2019 à l'hôpital,.

### Vie privée
Ginger Baker a été marié quatre fois et a eu trois enfants. De son union avec Liz Finch naît en 1960, sa fille Ginette Karen. En 1968, naît sa seconde fille, Leda. Son fils, Kofi Streatfield Baker, naît en 1969.
De 1993 à 1999, il vit dans la région de Denver au Colorado, en partie pour sa passion pour le polo. Il a participé au parc équestre de Salisbury.

## Style

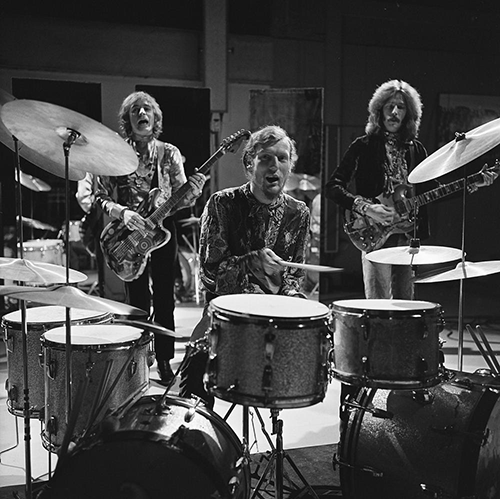
Ginger Baker avec Cream lors du programme Fenklup (Fanclub) à la télévision néerlandaise en 1968.

Son style est caractérisé par l'utilisation de percussions rarement utilisées dans la musique rock auparavant[pas clair].

## Discographie

### The Storyville Jazz Men and The Hugh Rainey Allstars
- Storyville Re-Visited (1958) featuring Bob Wallis et Ginger Baker

### avec Graham Bond
- Live at Klooks Kleek (1964)
- The Sound of 65 (1965)
- There's a Bond Between Us (1965)

### avec Cream
- Fresh Cream (1966)
- Disraeli Gears (1967)
- Wheels of Fire (1968)
- Goodbye (1969)
- Live Cream (1970)
- Live Cream Volume II (1972)
- BBC Sessions (2003)
- Royal Albert Hall London May 2-3-5-6 2005 (2005)

### avec Blind Faith
- Blind Faith (1969)

### avec Ginger Baker's Air Force
- Ginger Baker's Air Force Atco (1970)
- Ginger Baker's Air Force II Atco (1970)

### avec Baker Gurvitz Army
- Baker Gurvitz Army Janus (1974)
- Elysian Encounter Atco (1975)
- Hearts on Fire Atco (1976)
- Flying In and Out of Stardom Castle (2003)
- Greatest Hits GB Music (2003)
- Live in Derby Major league productions (2005)
- Live Revisited (2005)

### en solo
- Horses and Trees (1986)
- Middle Passage (1990)
- Going Back Home (1994) (en trio avec Charlie Haden contrebasse et Bill Frisell guitare,)
- Falling off the roof 1995 (en trio avec Charlie Haden contrebasse et Bill Frisell guitare,)
- Coward of the County (1999)
- Why? Motéma Music (2014)

### Collaborations
- All Things Must Pass de George Harrison - Ginger joue la batterie sur I Remember Jeep (1970)
- Stratavarious avec Bobby Tench et Fela Kuti (1971)
- Live ! avec Fela Kuti (1971)
- Band on the Run avec Paul Mc Cartney et Les Wings - Ginger shakers sur Picasso's Last Words (Drink to Me) (1973)
- Levitation avec Hawkwind (1980)
- Album (Public Image Ltd album) avec John Lydon (1985)
- Sunrise on the Sufferbus avec Masters of Reality (1993)
- Around the next dream avec BBM (Jack Bruce et Gary Moore, alias BBM) (1994)